# 金州南山ソ連軍烈士陵園

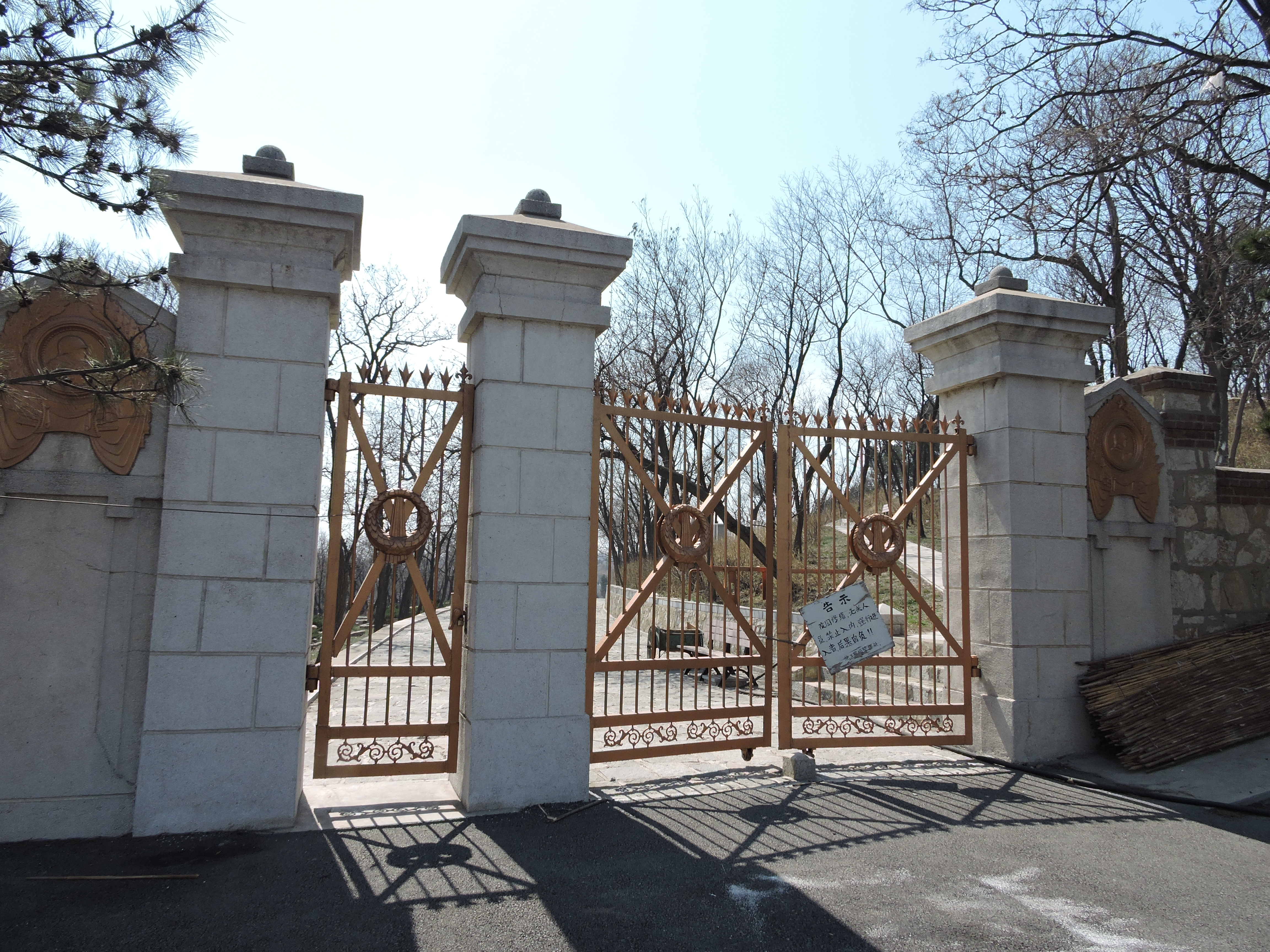
金州南山苏军烈士陵园

金州南山ソ連軍烈士陵園（中国語: 金州南山苏军烈士陵园）は、大連市金州区の南山（扇子山・海抜116.6メートル）にある外国人墓地。面積は約1万5000平方メートル。日露戦争と第二次世界大戦、朝鮮戦争で亡くなったロシア軍およびソ連軍戦没者らが眠る。　1993年、大連市級文物保護単位に指定された。

## 概要
南山の戦い（1904年5月25日 - 5月26日）で勝利を収めた日本は、南山の山頂部にロシア軍墓地（南山俄军墓地）を建立。旅順ソ連軍烈士陵園や九連城の俄国墳（鴨緑江会戦）と同様に、戦闘で亡くなったロシア軍将兵を弔った。
1945年8月、満州に侵攻したソ連軍は、大連進駐後に、日本が日露戦争後に建立したロシア軍墓地を拡張、あらたにソ連軍烈士陵園（苏军烈士陵园）として整備した。
園内には、第二次世界大戦および進駐期間中（1945年～1955年）に亡くなったソ連第39軍の兵士とその家族、朝鮮戦争に参戦したパイロットら1000人余を埋葬している。そのうち、佐官が７人、尉官が84人、女性軍人が14人。朝鮮戦争後の1955年に埋葬を終了。
1950年代末の「大躍進」時期に土法炉の材料として金属類が盗まれほか、中ソ国境紛争などにより関係が悪化した1960年代の文化大革命中にも大規模な破壊にあった。
1993年、「南山戦蹟碑」址や「金州城外斜陽に立つ詩碑」址など南山の山頂部の「南山日俄戦争遺址」とともに「南山ロシア軍墓地」が大連市級文物保護単位に指定される。
2013年～15年、ロシア連邦の経費負担で修繕。2014年9月3日、南山ソ連軍烈士陵園修繕プロジェクト竣工式を開催、程国平外務副大臣、アンドレイ・デニソフ・ロシア駐中国大使が出席した。

### ロシア軍墓地（南山俄军墓地）1904－1905

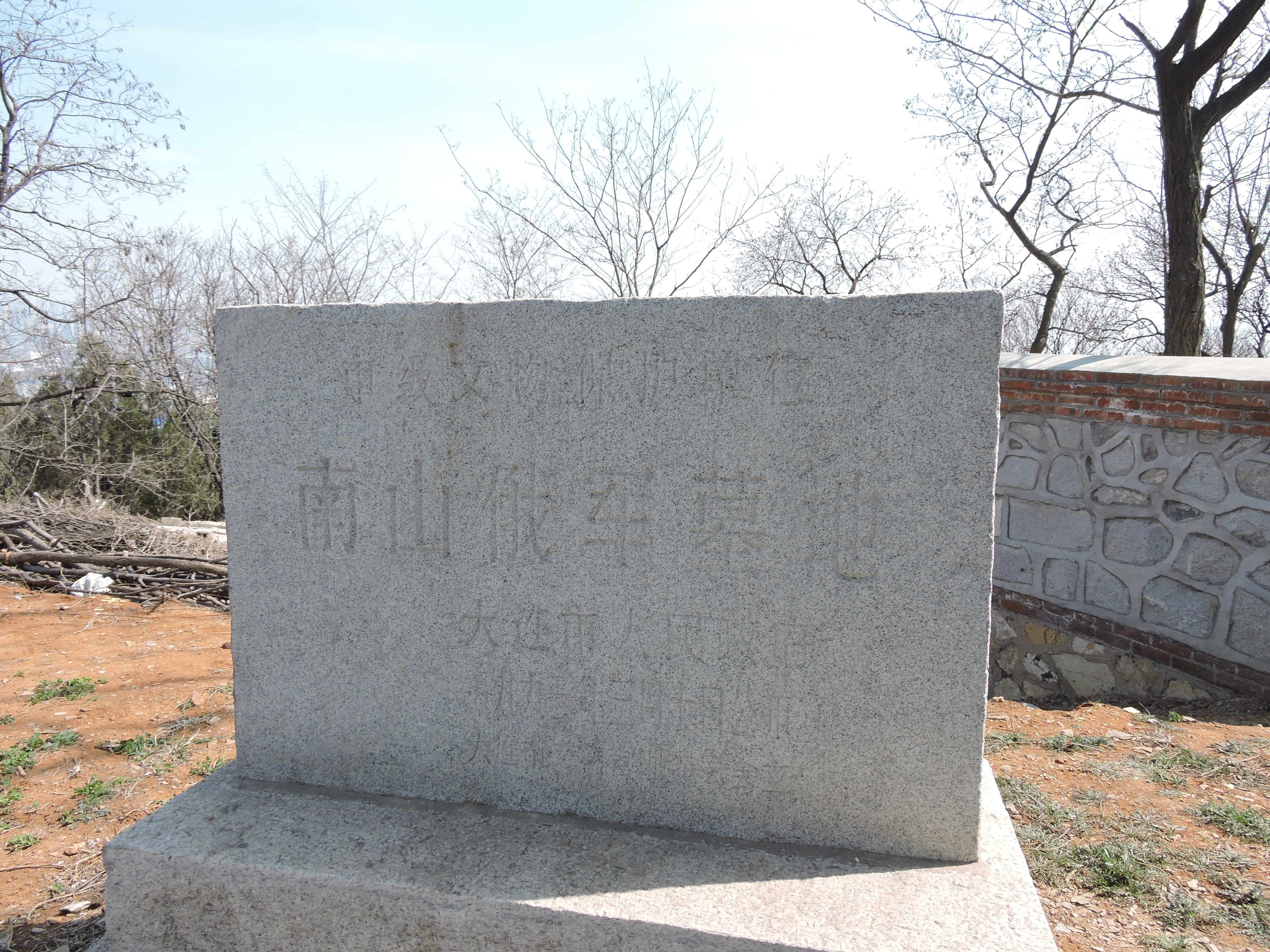
1993年、大連市級文物保護単位に指定
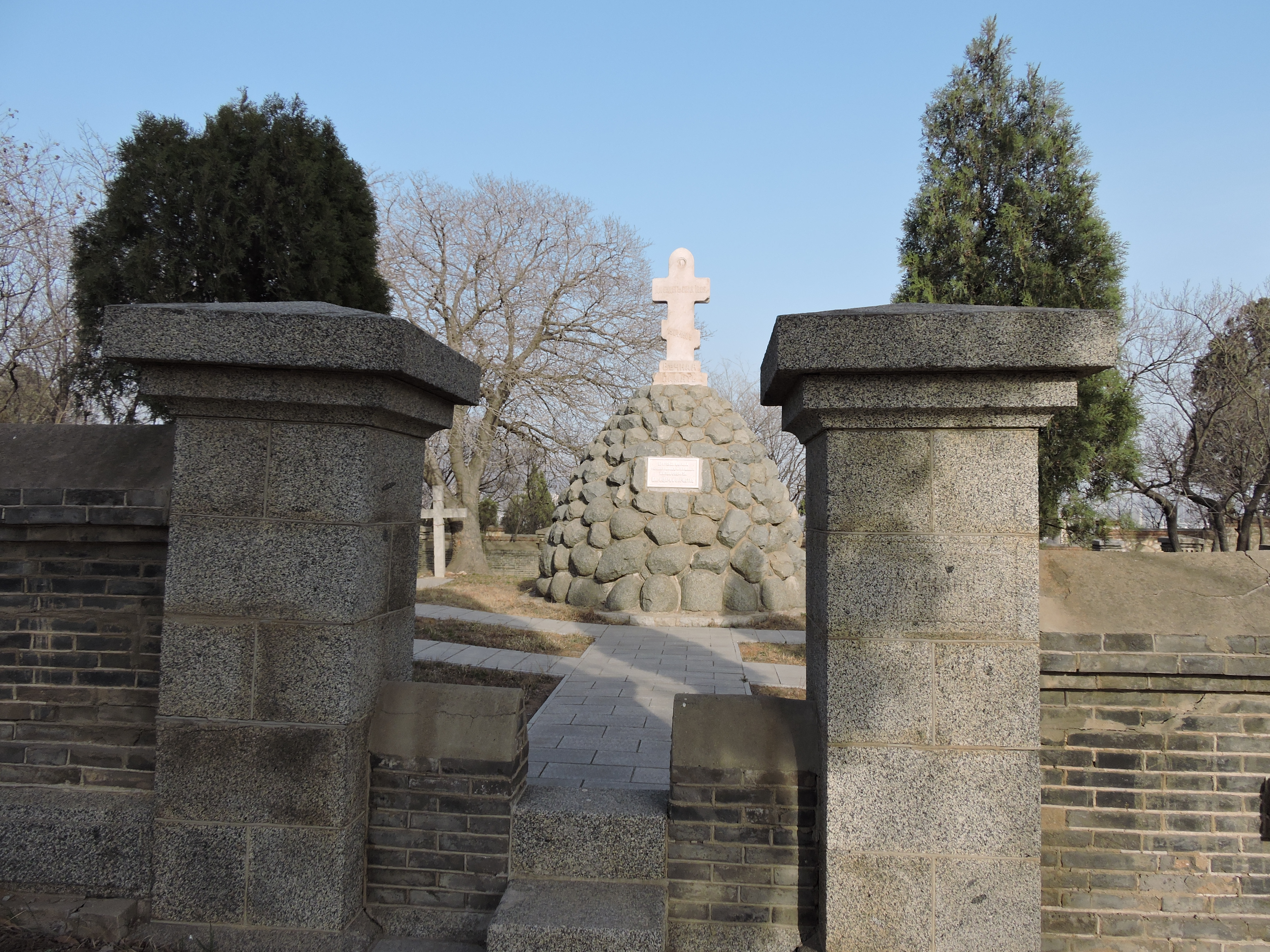
南山ロシア軍墓地
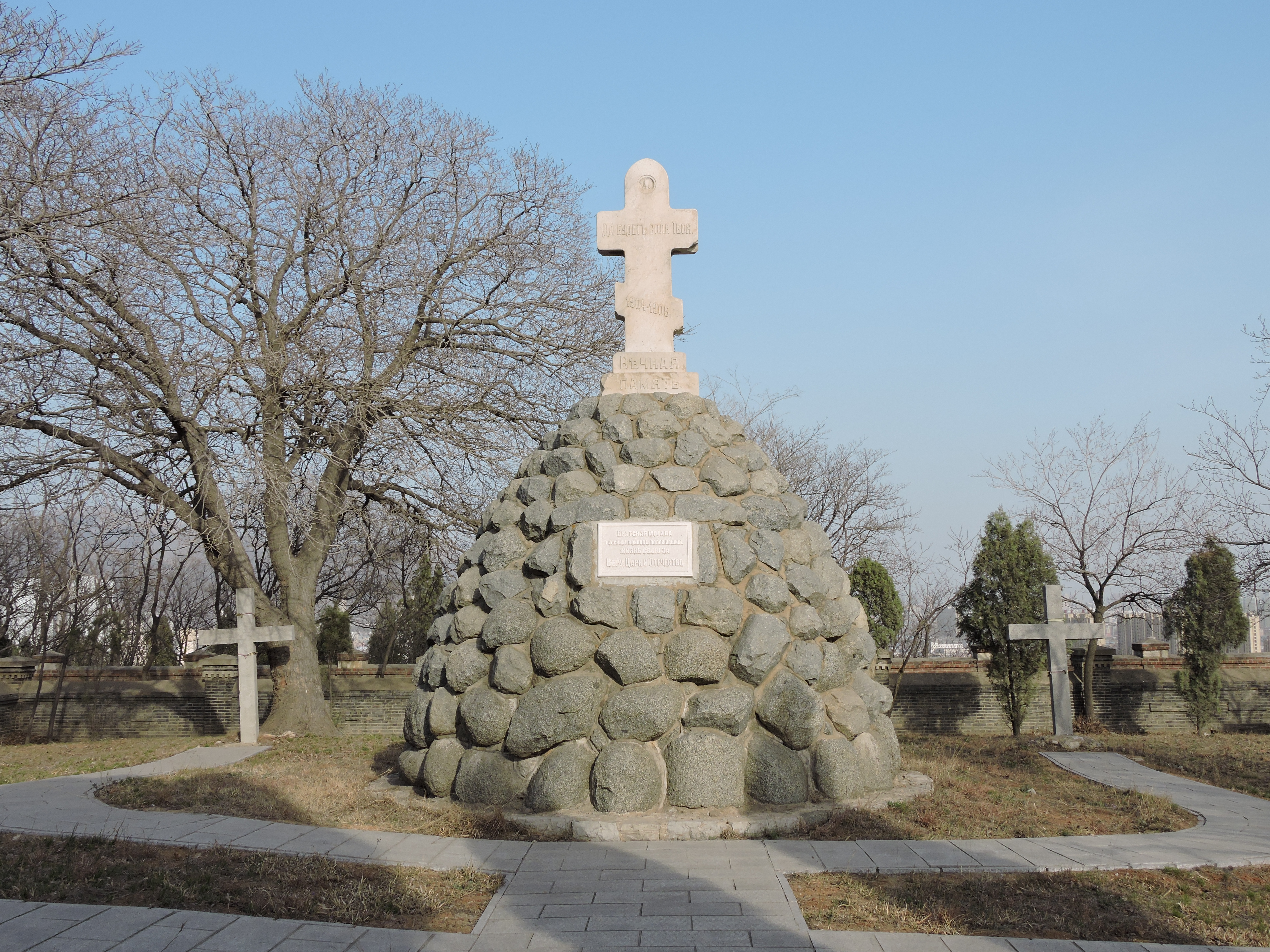
南山ロシア軍墓地
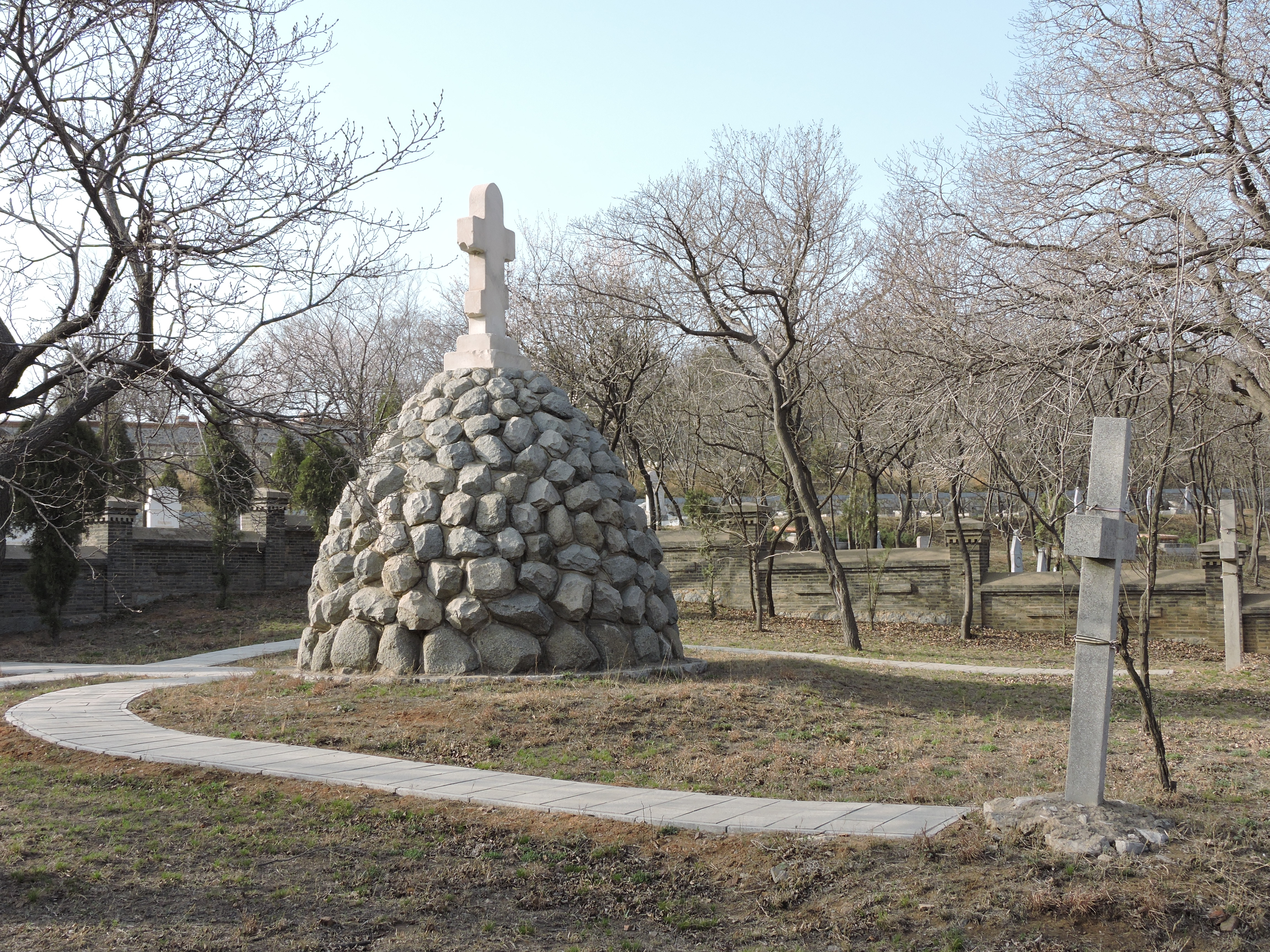
南山ロシア軍墓地
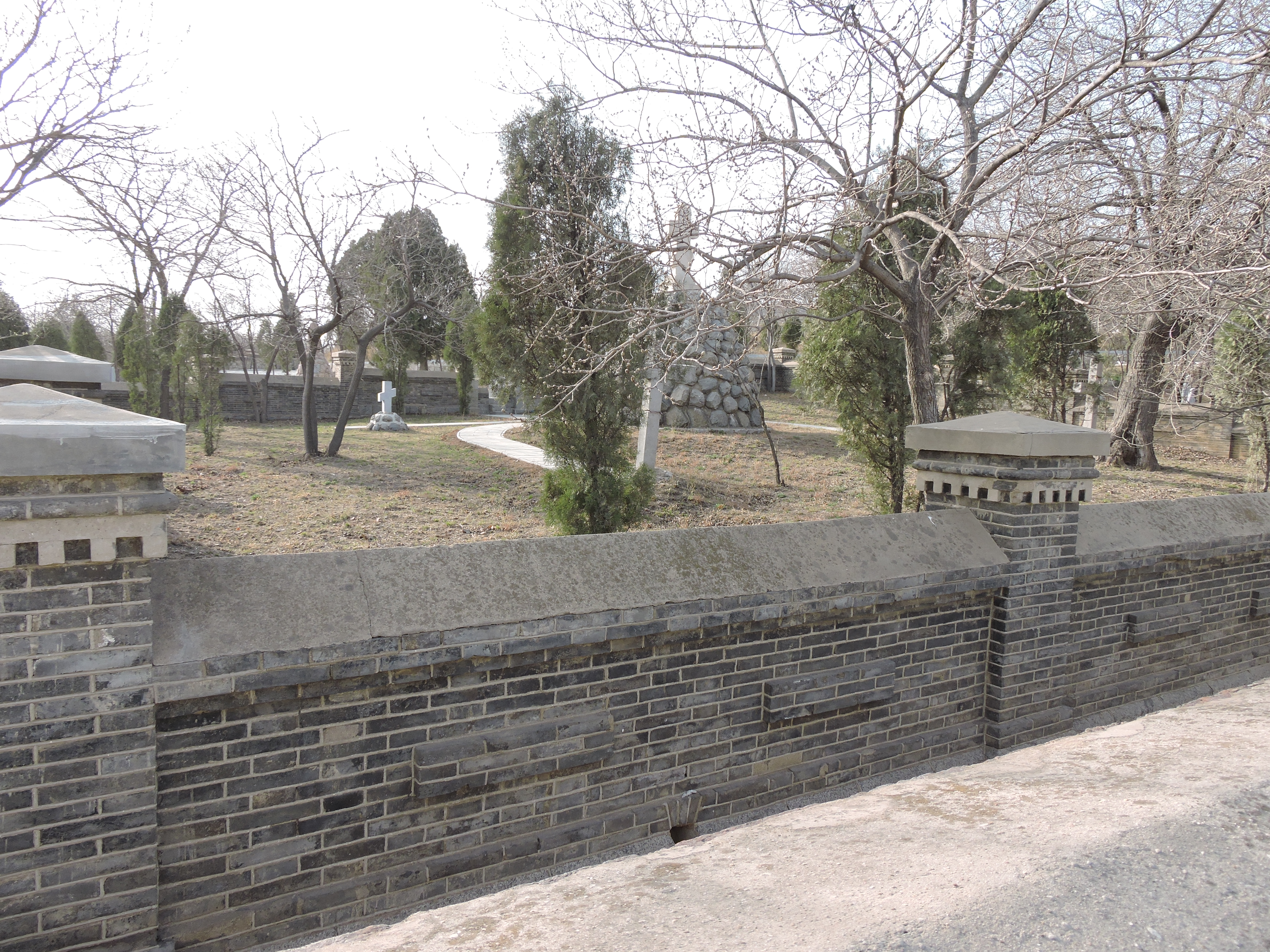
南山ロシア軍墓地

### ソ連軍烈士陵園（苏军烈士陵园）1945－1955

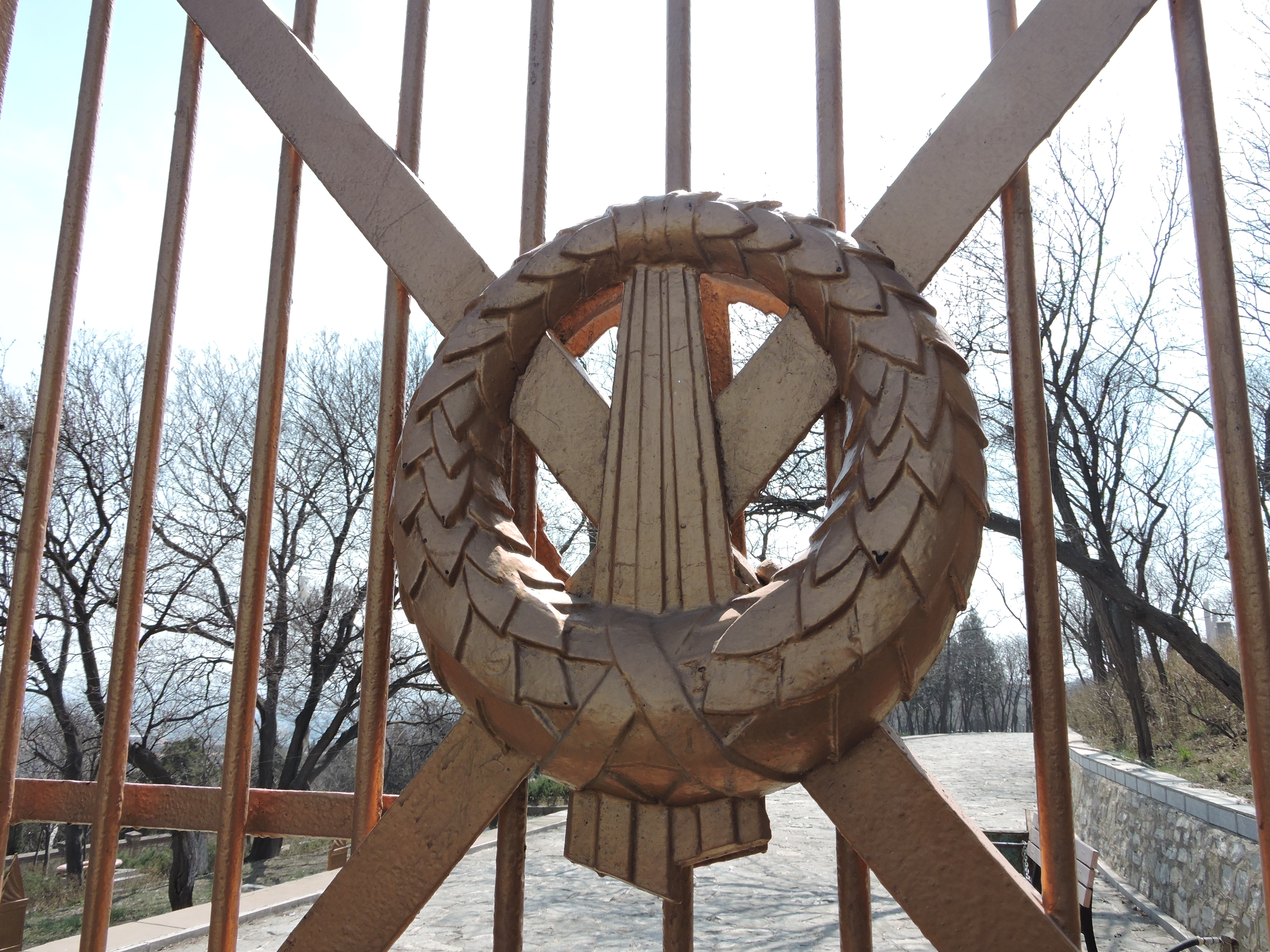
正門
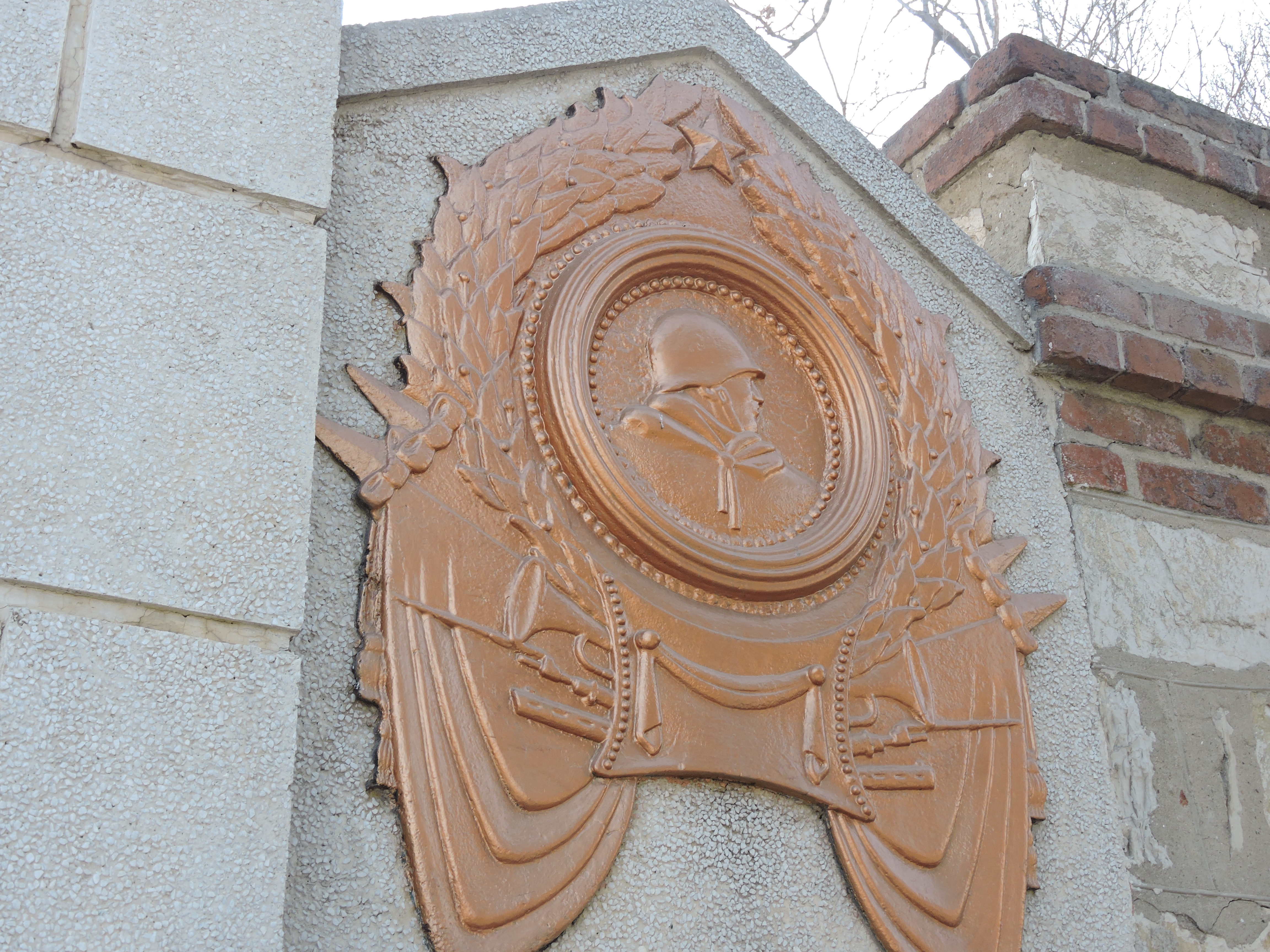
正門
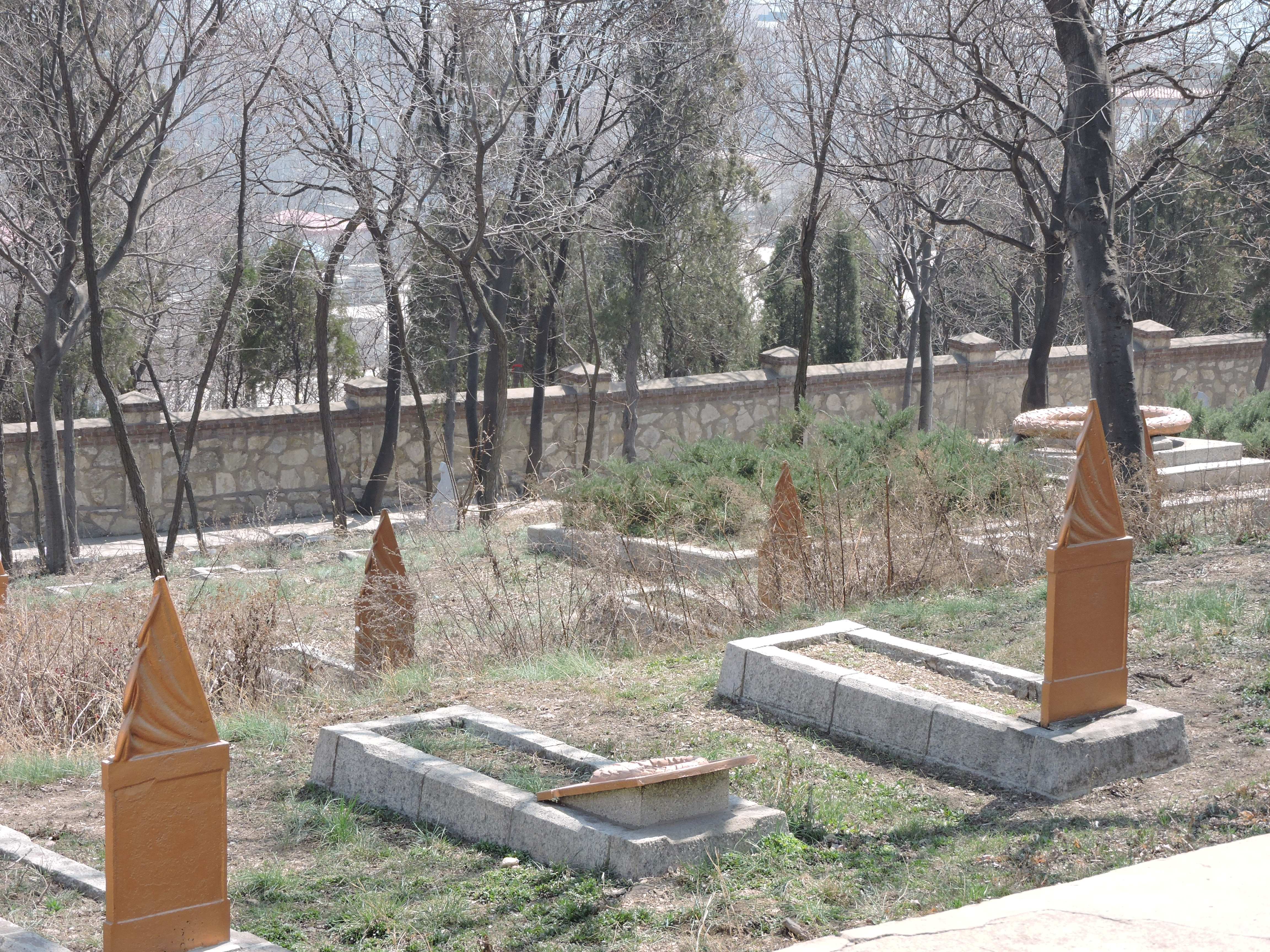
園内
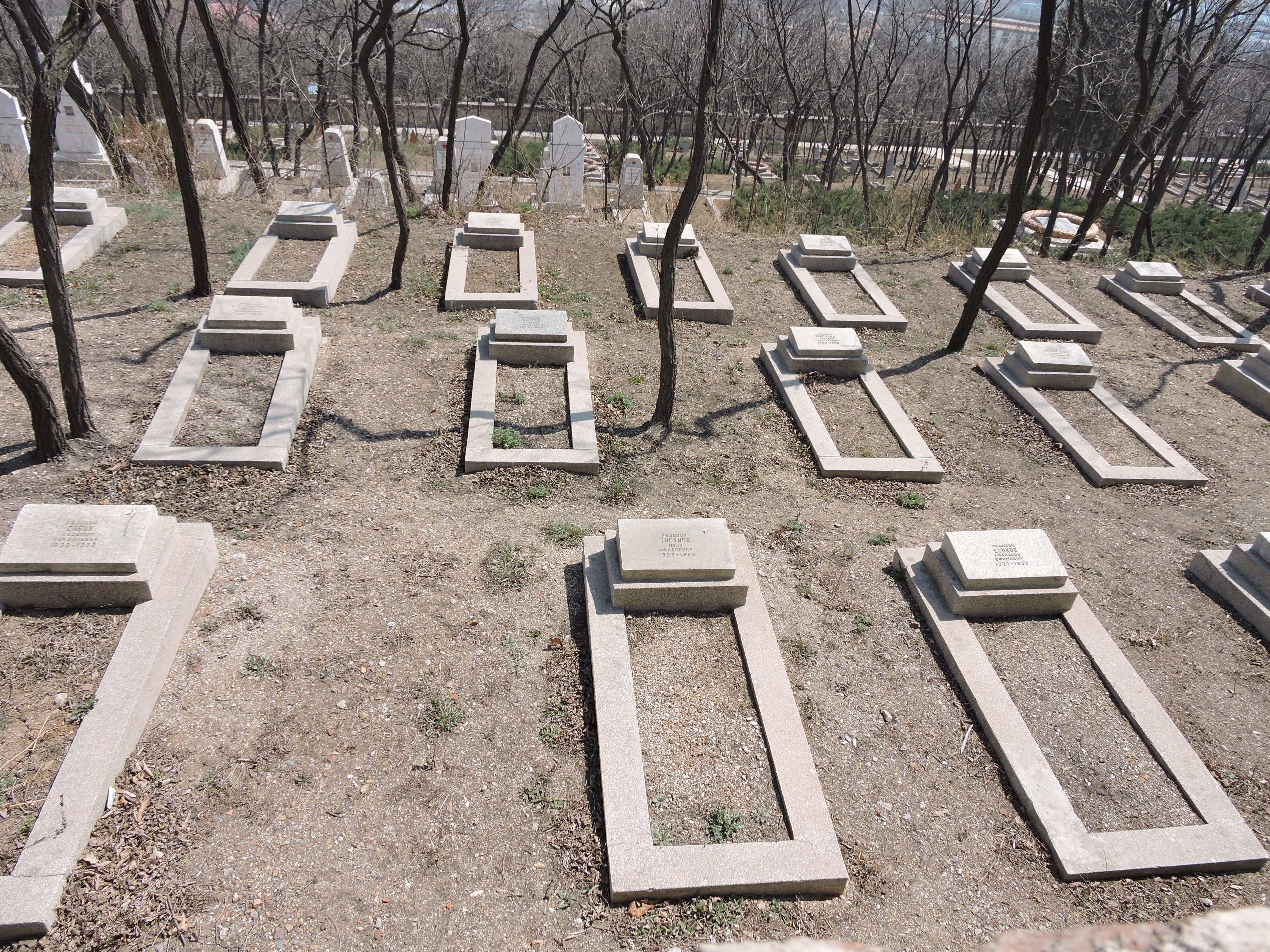
園内
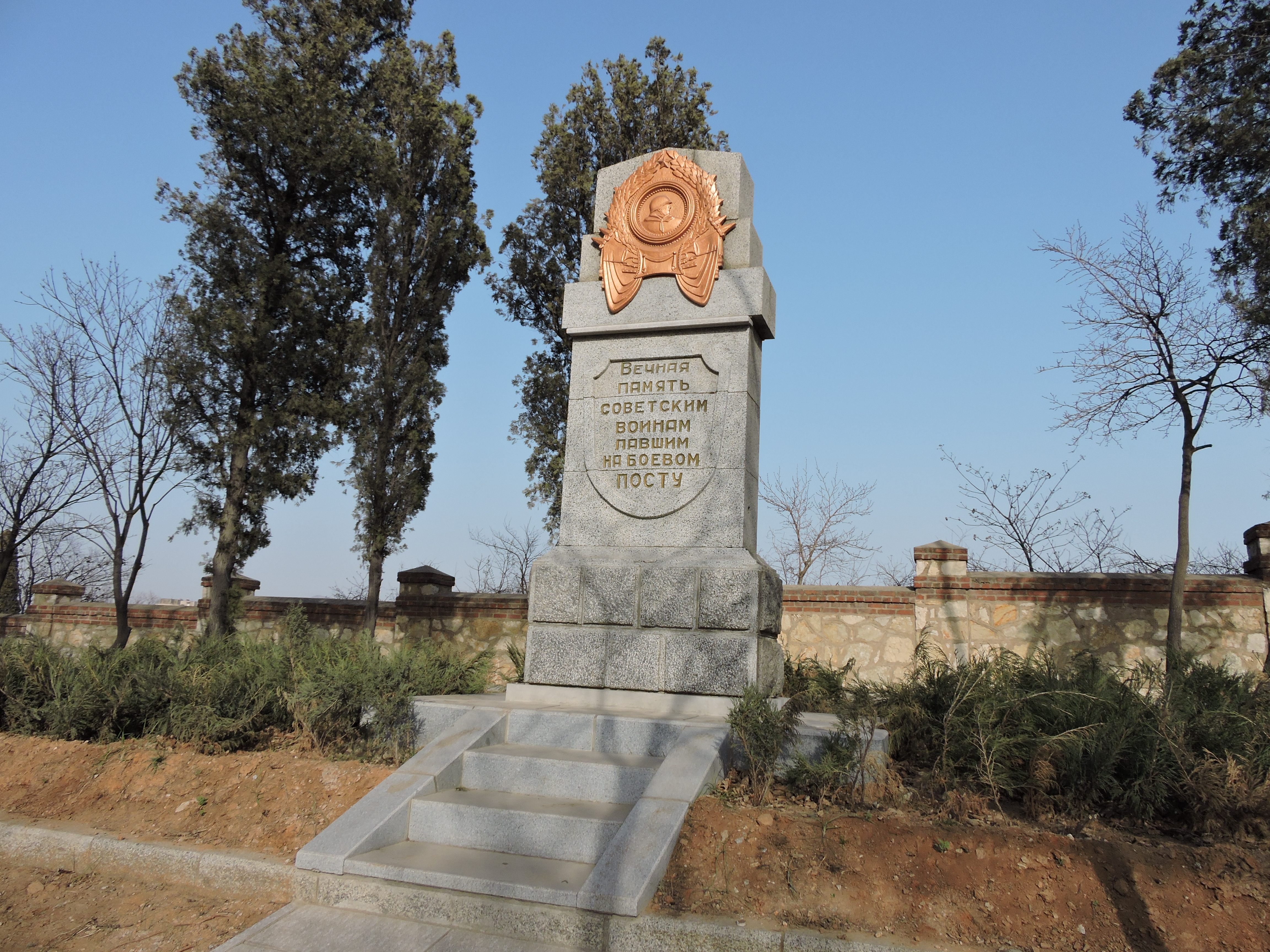
園内
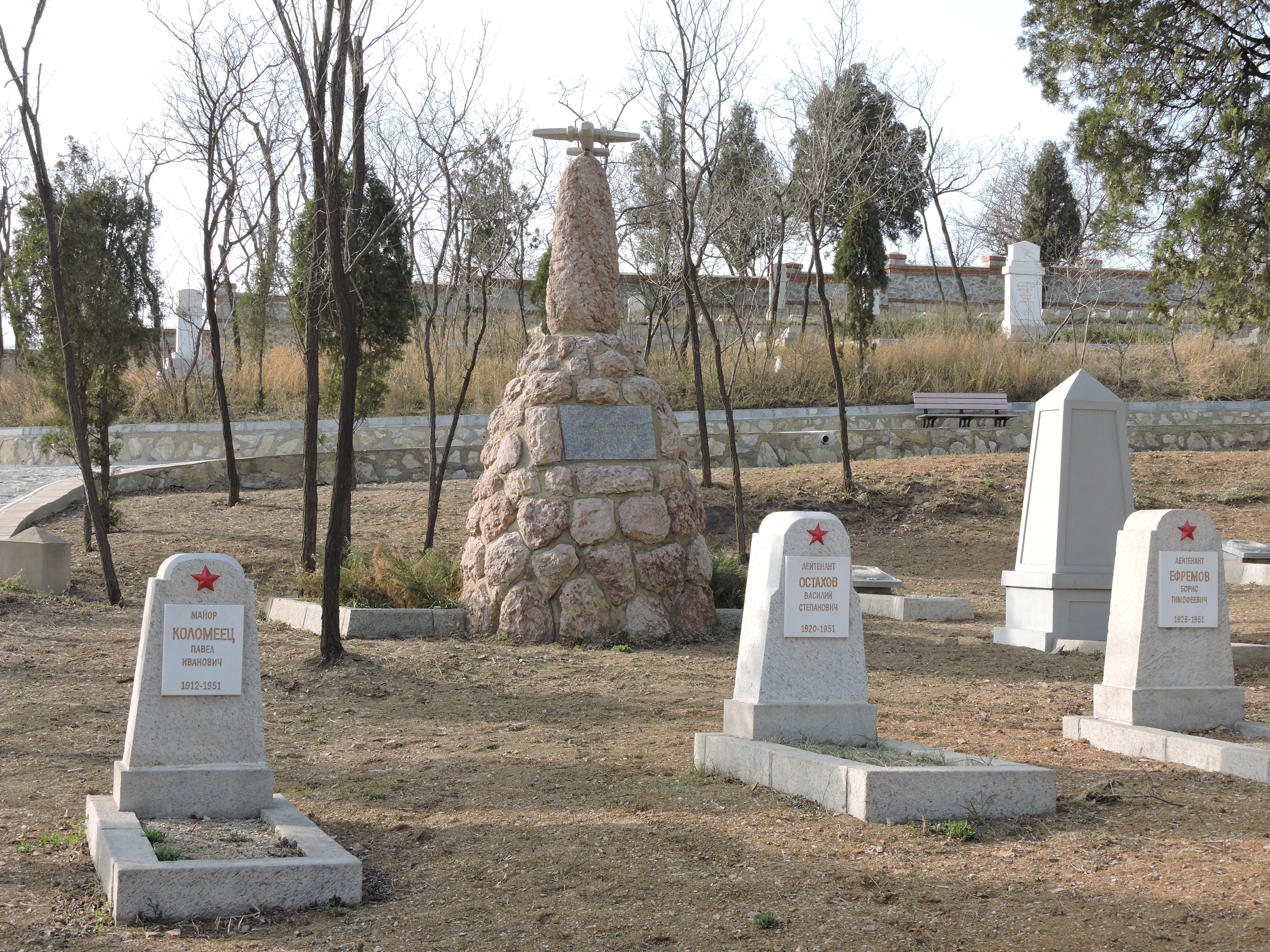
朝鮮戦争で亡くなったパイロットの墓

## ソ連軍烈士紀念塔
旅大中ソ友好協会の募金により1949年3月30日に大連スターリン広場（現在の大連人民広場）に建立された。
その後、新たな紀念碑（1999年に旅順ソ連軍烈士陵園前へ移設）を建立するために、ソ連軍駐金州警備司令部（旧・金州民政署）前に移され、1955年4月26日、金州でソ連軍烈士紀念塔落成式典を挙行。
2004年秋、南山ソ連軍烈士陵園前に再度移設された。
花崗岩の石板上には、中国語とロシア語で「日本帝国主義を打ち負かすために英雄的に犠牲となったソ連軍烈士は永遠に不滅である！1945年（为击败日本帝国主义而英雄牺牲的苏军烈士们永垂不朽！一九四五年）」の文字が刻まれている。

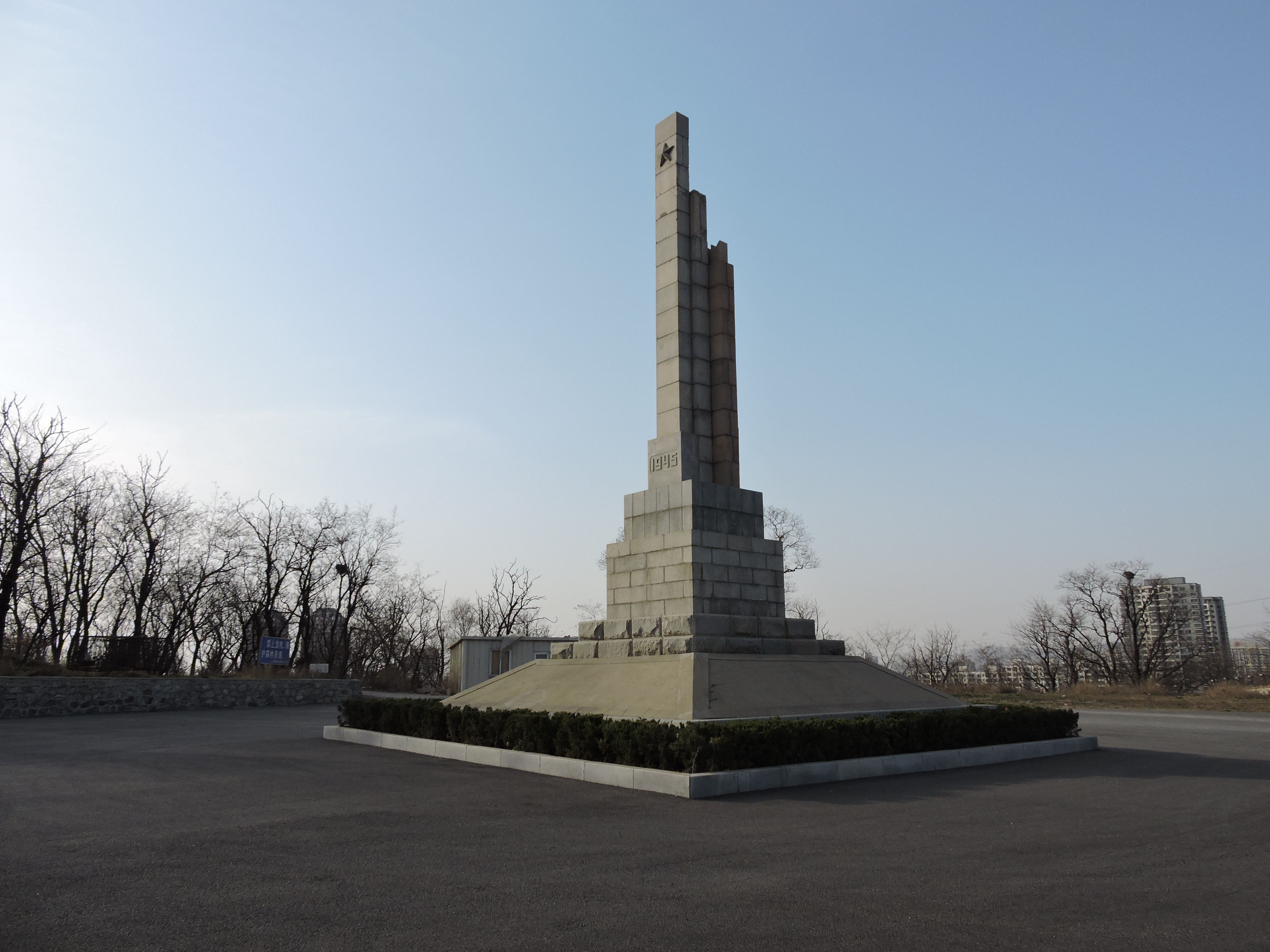
ソ連軍烈士紀念塔
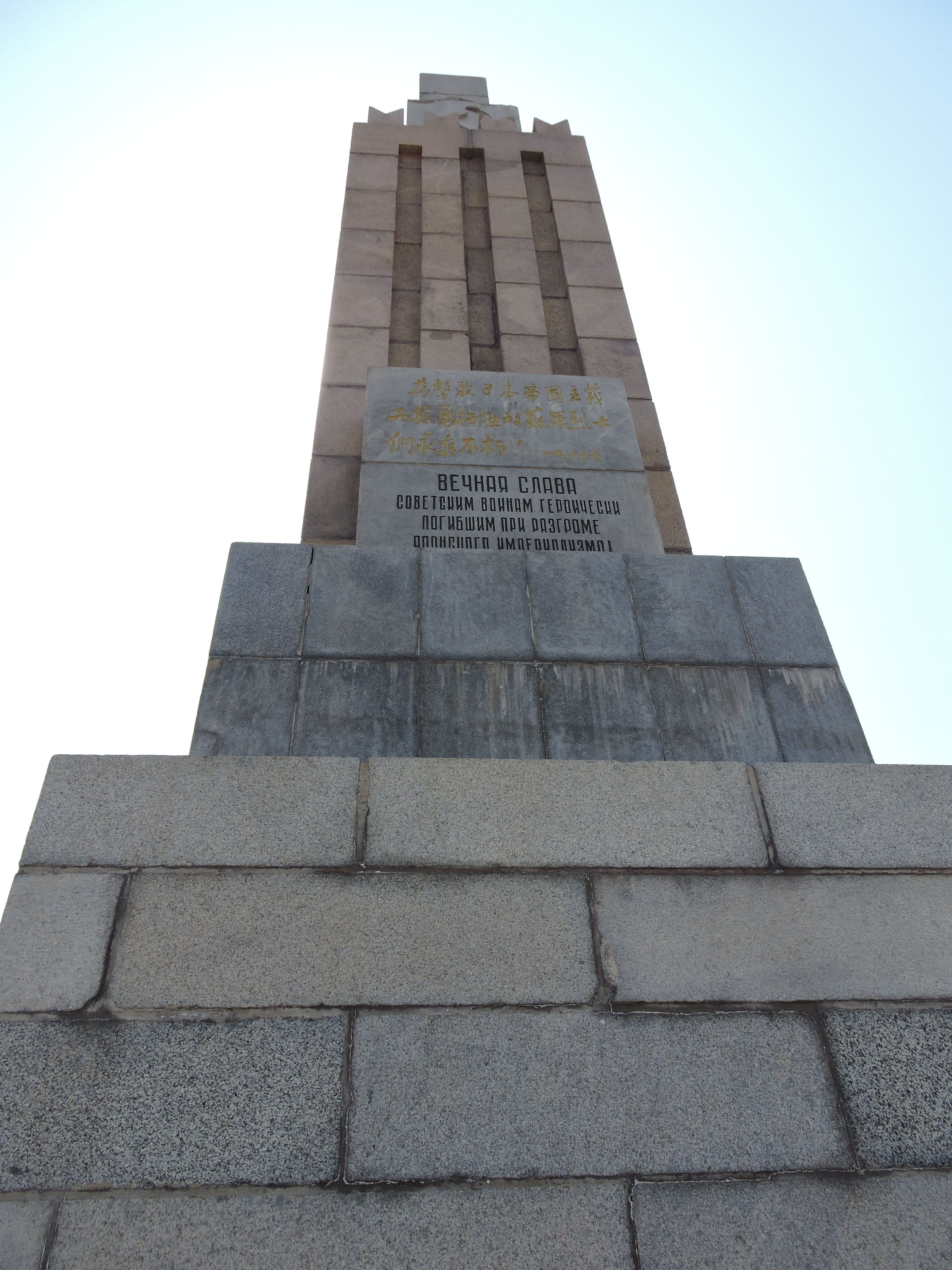
ソ連軍烈士紀念塔（正面）
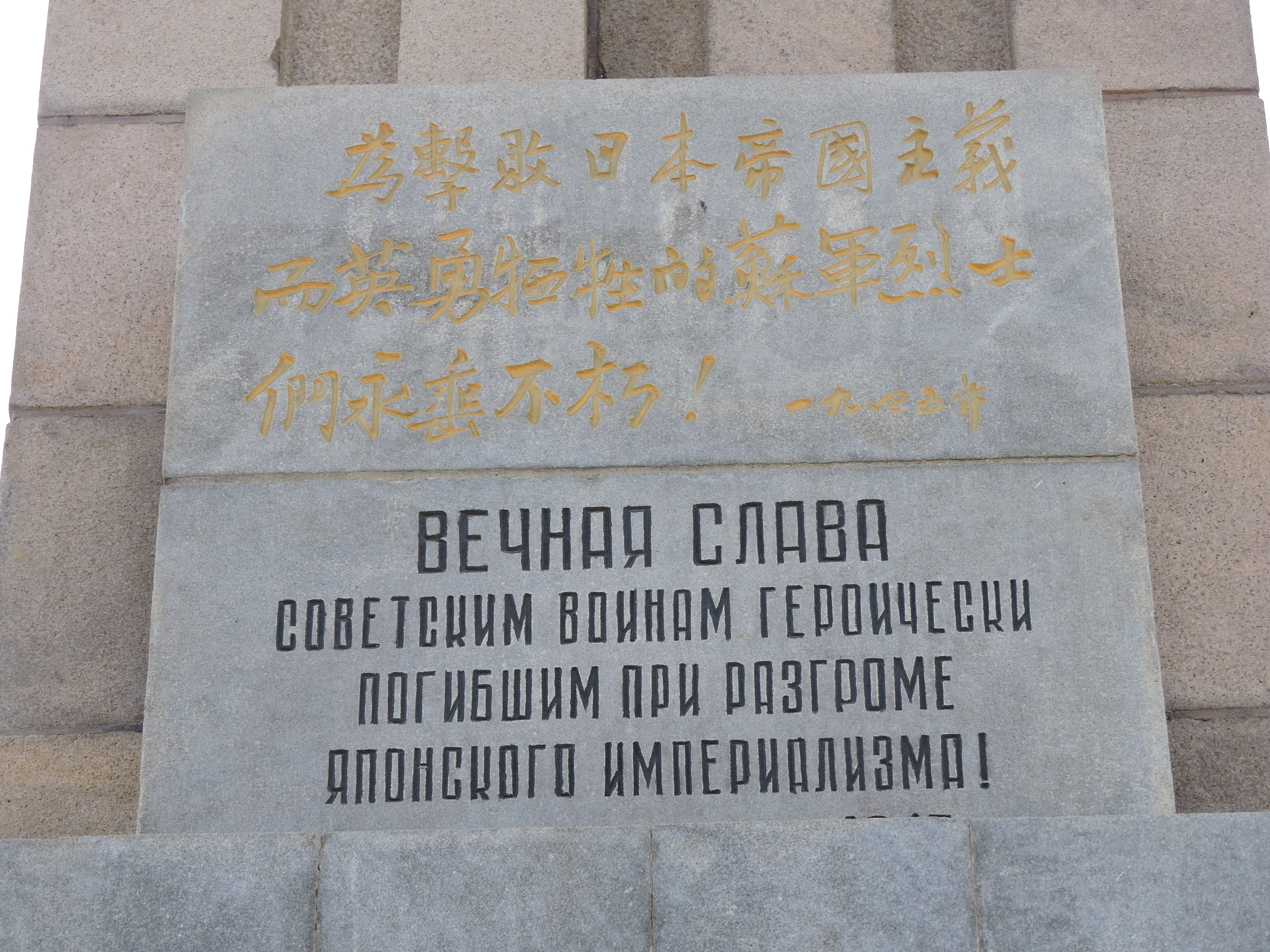
花崗岩の石板
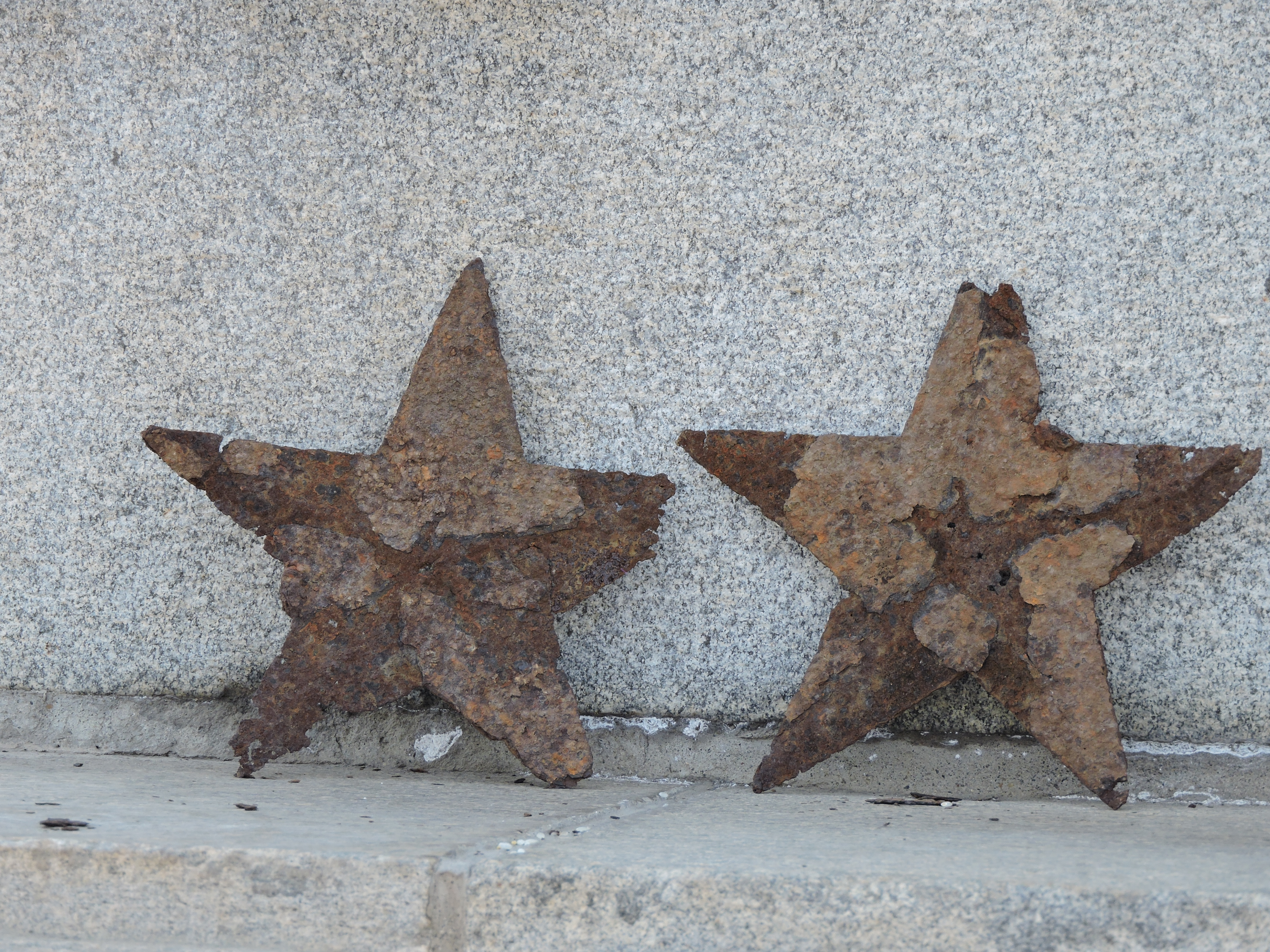
ソ連軍烈士紀念塔